# Survival Arts
Survival Arts (サバイバルアーツ, Sabaibaru Ātsu) é um jogo lançado para Arcade no ano de 1993. Foi desenvolvido pela Scarab e publicado pela Sammy. Uma versão foi criada para o Mega Driver da SEGA, mas foi cancelada devido ao fracasso de vendas e a pouca popularidade alcançada. O jogo não foi bem recebido pelo público na época de seu lançamento.

## Inicio
A ideia foi de criar um jogo que pudesse rivalizar com a série Mortal Kombat da Midway e Street Fighter da CAPCOM, mas o tiro saiu pela culatra, devido a jogabilidade exagerada e os bugs constantes, os gráficos que não tinham muita vivacidade e as trilhas sonoras depressivas, além da falta de carisma dos personagens que não obteve nenhuma popularidade, fazendo o jogo ser duramente criticado pelos críticos de jogos da época, e da dificuldade de executar os golpes.

## Jogabilidade
Survival Arts é bastante semelhante à franquia Mortal Kombat da Midway em termos de apresentação, mas com a jogabilidade inspirada pelo Street Fighter II da Capcom. Há uma lista de oito personagens jogáveis e selecionáveis e um chefe final(não selecionável). O jogador luta com seu oponente e cada personagem tem um cenário apenas seus e uma trilha sonora para cada um, outra característica é usar as armas que caem durante a partida para atacar o seu oponente, alguns golpes podem tirar metade da barra de vida e outros podem matar o personagem por completo. Outra característica, quando a barra de vida do adversário ficar no final, pode se executar um golpe que pode despedaçar, queimar, eletrocutar e destruir o adversário, fazendo terminar a partida com uma morte horrivel, foi um dos percussores do Brutality de Ultimate Mortal Kombat 3 e Mortal Kombat Trilogy.

## História
Um torneio é criado para desafiar os combatentes mais fortes do mundo, esse torneio se chama "Survival Arts"(Artes da Sobrevivência), 8 guerreiros que aprenderam técnicas de sobrevivência e artes marciais ao redor do mundo, são convocados para colocar suas habilidades a prova, porém cada um com objetivos e planos próprios, sem se envolverem demais, enquanto continuam aprendendo mais segredos das artes marciais e aperfeiçoando suas técnicas, cada um se torna qualificado para o torneio Survival Arts, para saber qual irá sobreviver ao torneio e obter assim todos os segredos das artes marciais e realizar seus desejos.

## Personagens
O jogo possui 8 personagens selecionáveis, cada um com golpes e habilidades próprias, cada um tem um tema, trilha sonora e cenário pessoal cada um e também um chefe final não selecionável. Confira:

### Viper
O protagonista do jogo. Um jovem muito rico e artista marcial, que entra no torneio com o intuito de aumentar mais ainda a sua fortuna e ter o seu próprio Dojo e ter seus próprios discípulos.

### Gunner
Um ex-policial que descobre que o anfitrião do torneio Dantel não é um ser humano, ele se infiltra no torneio com o intuito de revelar ao mundo a verdade sobre Dantel e os segredos sinistros por trás do torneio.

### Mongo
Um ex-soldado militar e um neurótico de guerra, ele luta com voracidade e força em comum, tem grande pericia em armas de fogo e considera valer lutar. Ele tem seu próprio estilo de luta baseado nas armas de fogo. Ele sempre é o primeiro personagem que se enfrenta no modo arcade.

### Tasha
Uma ninja feminina, membra do clã "Facção Cobra", entra no torneio com o intuito de aprender novas técnicas para derrotar um clã rival chamado "Facção Tigre".

### Kane
Um extraterrestre vindo de um Planeta distante, sofre discriminação pela raça humana por ser um tanto diferente, entra no torneio com o objetivo de provar seu valor e ser aceito pela humanidade. Ele tem dois filhos.

### Santana
Um cruel e malvado lutador mexicano de vale tudo, entra no torneio com o objetivo de provar sua força e ser considerado o mais forte, embora ele sinta que chegou ao seu limite.

### Hiryu
Ele é do mesmo clã que Tashia e entra no torneio com o objetivo de derrotar o clã rival que ameaça ao seu, tem uma queda por Tashia.

### Hanna
Uma bela jovem que vive no deserto com um grupo ao qual lidera, que andam de moto nas areias, sua família foi assassinada por um mensageiro de Dantel e entra no torneio e seu objetivo é vingar a morte de sua família.

### Dantel
O Chefe final e antagonista do jogo. Ele é o fundador do torneio e o responsável por tudo de ruim que acontece, ele deseja comer a carne dos lutadores mais fortes e assim ser imortal e faz com que seus seguidores lutem uns contra os outros. Ele não deseja escolher um sucessor para sucede-lo e sim continuar no poder.

## Elenco
Essa é a lista dos atores que fizeram o jogo na época:
- Viper (ヴァイパー, Vaipā) (ator: Jon Walter)
- Gunner (ガンナー, Gannā) (ator: Brian Creech)
- Mongo (マンゴ, Mango) (ator: Kanda David)
- Tasha (ターシャ, Tāsha) (atriz: Sashia)
- Kane (ケイン, Kein) (ator: Hideaki Takahashi)
- Santana (サンタナ, Santana) (ator: Hose Brand)
- Hiryu (ヒリュウ, Hiryū) (ator: Takeaki Katoh)
- Hanna (ハンナ, Hanna) (atriz: Monica Brown)
- Dantel (ダンテル, Danteru) (ator: Sam Rodetsky)

## Curiosidades
- Apesar do personagem Hiryu ser um ninja, mas seu cenário que é sua casa ao invés de ter nas paredes espadas e shurikens, ou armas tipicas de ninjas, as paredes estão cheias de armas de fogo e muita munição, o que não combinou com o personagem.
- O chefe Dantel teve seu visual muito criticado e em nada se parecia com um verdadeiro vilão de jogo, o personagem parecia uma mistura de Walter Mercado com Brian May da banda Queen, e quando Dantel é derrotado e morto no final da luta, uma explosão de cabeças de ditadores saem dele para todos os lados, pode se ver as cabeças de Adolf Hitler, Napoleão, Lenin e Stalin.

## Referencias
1. ↑  http://www.arcade-museum.com/game_detail.php?game_id=9983
2. ↑  «Cópia arquivada». Consultado em 20 de fevereiro de 2017. Arquivado do original em 20 de fevereiro de 2017
3. ↑  http://www.hardcoregaming101.net/survivalarts/survivalarts.htm